# Championnat de Maurice de football 2020-2021
Navigation
Saison précédente Saison suivante
La saison 2020-2021 de National Super League est la soixante-dix huitième édition de la première division mauricienne. Les dix meilleures équipes du pays s'affrontent à deux reprises au sein d'une poule unique. À la fin du championnat, les deux derniers du classement sont relégués et remplacés par les deux premiers de deuxième division. 
La compétition devait se dérouler du 6 novembre 2020 au 27 avril 2021 mais elle est interrompue le 8 mars 2021 par la MFA en raison de la pandémie de Covid-19 ; aucune date de reprise n'a été annoncée. Le 15 juillet 2021, la Fédération met fin a la saison en la déclarant nulle et non avenue.

## Clubs participants
- AS Port-Louis 2000
- EBRRM
- AS de Vacoas-Phoenix
- Pamplemousses SC
- Cercle de Joachim SC
- GRSE Wanderers
- Savanne SC
- Petite Rivière Noire SC
- La Cure Sylvester
- Roche-Bois Bolton City

## Classement
Le classement est établi sur le barème de points classique (victoire à 3 points, match nul à 1, défaite à 0).
| Rang | Équipe                  | Pts | J  | G  | N | P | Bp | Bc | Diff |
| ---- | ----------------------- | --- | -- | -- | - | - | -- | -- | ---- |
| 1    | GRSE Wanderers          | 37  | 13 | 12 | 1 | 0 | 25 | 4  | +21  |
| 2    | AS Port-Louis 2000      | 22  | 13 | 5  | 7 | 1 | 19 | 11 | +8   |
| 3    | Pamplemousses SCT       | 19  | 13 | 5  | 4 | 4 | 20 | 19 | +1   |
| 4    | EBRRMRP                 | 17  | 13 | 4  | 5 | 4 | 30 | 23 | +7   |
| 5    | AS de Vacoas-Phoenix    | 17  | 12 | 4  | 5 | 3 | 13 | 11 | +2   |
| 6    | Petite Rivière Noire SC | 16  | 13 | 4  | 4 | 5 | 19 | 22 | -3   |
| 7    | Roche-Bois Bolton City  | 13  | 13 | 3  | 4 | 6 | 14 | 17 | -3   |
| 8    | Savanne SC              | 12  | 13 | 3  | 3 | 7 | 16 | 25 | -9   |
| 9    | Cercle de Joachim SC    | 12  | 13 | 3  | 3 | 7 | 16 | 27 | -11  |
| 10   | La Cure Sylvester       | 8   | 12 | 2  | 2 | 8 | 7  | 20 | -13  |

| Légende : Qualifications et relégations | Légende : Qualifications et relégations                                                 |
| --------------------------------------- | --------------------------------------------------------------------------------------- |
|                                         | Qualification pour la Ligue des champions de la CAF 2021-2022                           |
|                                         | Qualification pour la Coupe de la confédération 2021-2022                               |
|                                         | Relégation directe en deuxième division                                                 |
|                                         | T : Tenant du titre P : Promu de deuxième division C : Vainqueur de la Coupe de Maurice |

## Bilan de la saison
| Championnat de Maurice de football 2020-2021 |       |
| Champion                                     | Aucun |
| Coupes et trophées                           |       |
| Vainqueur de la Coupe de Maurice 2020-2021   | Aucun |
| Qualifications continentales                 |       |
| Ligue des champions de la CAF 2021-2022      | Aucun |
| Coupe de la confédération 2021-2022          | Aucun |
| Promotions et relégations                    |       |
| Promus en Barclays League                    | Aucun |
| Relégués en First League                     | Aucun |